# Georgina Onuoha
Georgina Onuoha, est une actrice, mannequin, philanthrope et personnalité de la télévision nigériane tournant à Nollywood.

## Biographie
Originaire de l'État d'Anambra, dans le sud-est du Nigeria. Elle fait ses débuts au cinéma nigériane à 10 ans, en 1990. Elle enchaîne ensuite les tournages.
En 1992, Elle devient célèbre en jouant dans le film "Living in Bondage", un film qui marqua le début de l'industrie cinématographique du Nigeria Nollywood caractérisé à ses débuts par des films à très petits budgets, tournés en VHS et diffusés en vidéo. Ce film a été tourné en igbo et sous-titré en anglais.
En 2006, Son interprétation dans le film Secret Adventure lui vaut une nomination au Africa Movie Academy Award de la meilleure actrice dans un second rôle.
En 2016, Elle critique publiquement le gouvernement nigérienne pour la suppression des subventions au carburant.

## Vie privée
Elle est mariée à un américain, et ont deux filles.[citation nécessaire]
En mars 2016, Dans une publication sur son compte Instagram elle affirmé souffrir d'une maladie non identifiée depuis 8 ans.

## Filmographie
- 1992 : Living in Bondage

## Récompenses et nominations
- Secret Adventure : nomination au Africa Movie Academy Award de la meilleure actrice dans un second rôle en 2006